# Fuyang (köpinghuvudort i Kina, Guizhou Sheng, lat 28,53, long 107,74)
Fuyang (kinesiska: 涪洋, 涪洋镇) är en köpinghuvudort i Kina. Den ligger i provinsen Guizhou, i den sydvästra delen av landet, omkring 240 kilometer nordost om provinshuvudstaden Guiyang. Antalet invånare är 24 535. Befolkningen består av 12 282 kvinnor och 12 253 män. Barn under 15 år utgör 29,0 %, vuxna 15-64 år 58 %, och äldre över 65 år 11,0 %.